# Pays-Bas aux Jeux paralympiques d'hiver de 2014
Les Pays-Bas participent aux Jeux paralympiques d'hiver de 2014 à Sotchi, en Russie, du 7 au 16 mars 2014. Il s'agit de la huitième participation de ce pays aux Jeux paralympiques d'hiver.
La délégation néerlandaise aux Jeux olympiques de Sotchi 2014, juste avant les Paralympiques, a brillé avec vingt-quatre médailles (dont huit en or), toutes en patinage de vitesse. Cette discipline n'est toutefois pas présente aux Jeux paralympiques, ou les Néerlandais sont représentés par sept athlètes en ski alpin et en snowboard. Cette délégation paralympique est bien plus importante qu'aux Jeux de Vancouver en 2010, où le pays n'avait envoyé qu'un seul athlète. Les Pays-Bas n'ont pas remporté de médaille aux Jeux d'hiver depuis 2002.
Les principales chances de médailles néerlandaises à Sotchi sont en snowboard, discipline qui fait ici son apparition aux Jeux paralympiques. Les Pays-Bas  y sont représentés notamment par Bibian Mentel-Spee, championne du monde de para-snowboard 2013-2014 dans sa catégorie. Sa compatriote Lisa Bunschoten a pour sa part remporté des médailles d'argent et de bronze en compétition internationale peu avant les Jeux.

## Médaillés
| Sport              | Discipline                 | Athlète(s)         | Catégorie | Performance   | Date    |
| Médailles d'or : 1 |                            |                    |           |               |         |
| Ski alpin          | Snowboard cross para dames | Bibian Mentel-Spee | Debout    | 1 min 57 s 43 | 14 mars |

## Par discipline

### Ski alpin
Les Pays-Bas sont représentés par trois athlètes : une femme, Anna Jochemsen, dans la catégorie debout ; et deux hommes, Bart Verbruggen (debout)  et Kees-Jan van der Klooster (assis, en monoski).

### Snowboard
Pour la première apparition du snowboard aux Jeux paralympiques, les Pays-Bas sont représentés par quatre athlètes : Lisa Bunschoten, Merijn Koek, Bibian Mentel et Chris Vos. Tous les quatre concourent aux épreuves debout pour athlètes handicapés des membres inférieures, seule catégorie ouverte lors de ces Jeux.